# Jos Stelling

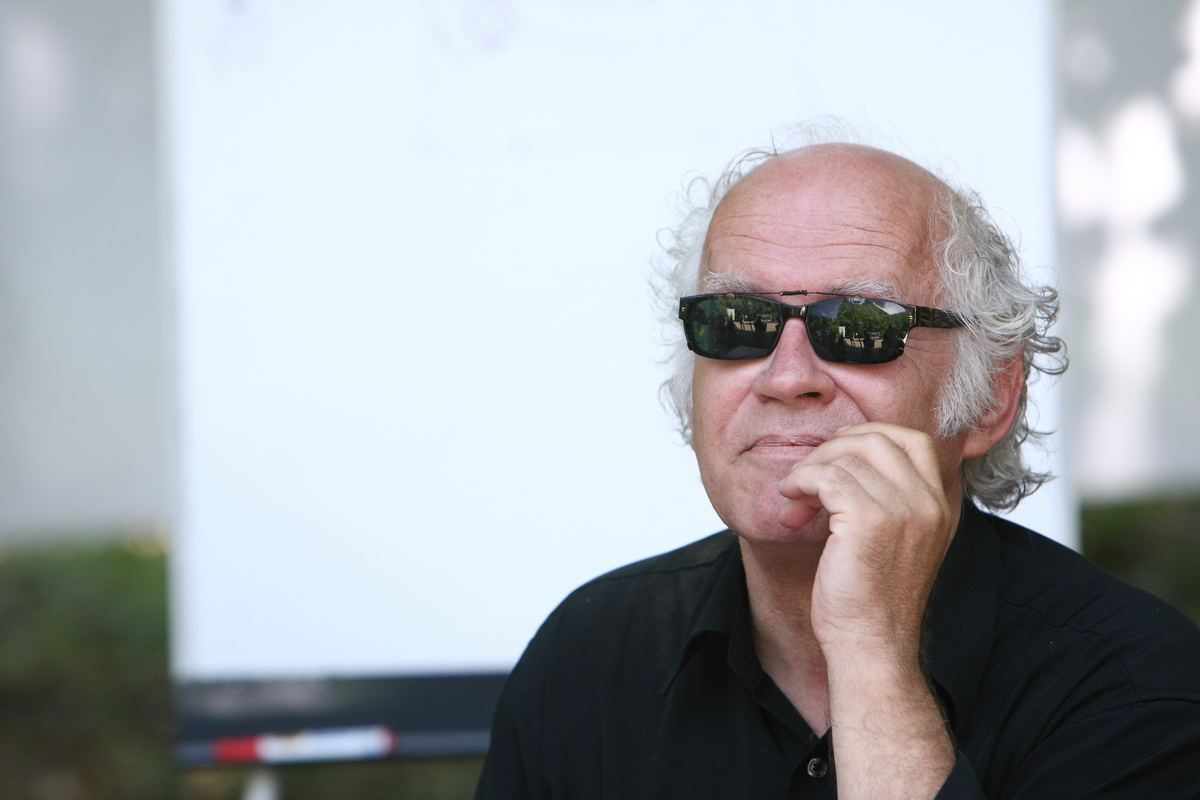
Stelling vid Odessas filmfestival 2010

Jos Stelling, född 16 juli 1945 i Utrecht, är en nederländsk filmskapare. Sedan mitten av 1970-talet har han gjort filmer i såväl historisk som samtida miljö, utmärkta av burlesk och absurd humor.

## Liv och gärning
Jos Stelling är självlärd och debuterade 1974 med Mariken van Nieumeghen, som tävlade vid filmfestivalen i Cannes, och Elckerlyc från året därpå. Båda dessa bygger på nederländska medeltidspjäser och gjordes med amatörskådespelare i rollerna. På 1980-talet gjorde Stelling bland annat komedin Trollkarlen, om två bröder från en dysfunktionell familj, som vann guldkalven för bästa film, och Banvakten, en absurd förförelsehistoria i tågmiljö, som uppmärksammades med flera internationella festivalpriser. Den flygande holländaren från 1995 är en burlesk komedi förlagd till tiden kring nederländska frihetskriget och visades i huvudtävlan vid filmfestivalen i Venedig. År 2012 vann Stelling för andra gången guldkalven för bästa film, med Het meisje en de dood.

## Filmlista
- Mariken van Nieumeghen (1974)
- Elckerlyc (1975)
- Rembrandt (1977)
- De pretenders (1981)
- Trollkarlen (1983)
- Banvakten (1986)
- Den flygande holländaren (1995)
- De wachtkamer (1996) – kortfilm
- No trains no planes (1999)
- The gas station (2000) – kortfilm
- The gallery (2003) – kortfilm
- Duska (2007)
- Het bezoek (2010) – kortfilm
- Het meisje en de dood (2012)